# Porribius caminae
Porribius caminae är en loppart som först beskrevs av Rothschild 1903.  Porribius caminae ingår i släktet Porribius och familjen fladdermusloppor. Inga underarter finns listade i Catalogue of Life.